# U Kala
U Kala est un nom birman ; les principes des noms et prénoms ne s'appliquent pas ; U et Daw sont des titres de respect.
U Kala (birman : ဦးကုလား) est un historien et chroniqueur birman surtout connu pour avoir compilé le Maha Yazawin (en) (littéralement "Grande Chronique royale"), la première chronique nationale exhaustive de la Birmanie. U Kala révolutionne à lui seul l'historiographie laïque birmane et inaugure une nouvelle génération de chroniqueurs privés, notamment des moines bouddhistes et des laïcs.

## Biographie
U Kala est un riche descendant d'officiers de cour et d'administrateurs régionaux des deux côtés de sa famille. Son père, Dewa Setha, est banquier à Singaing, un village au sud d'Inwa, et descend d'officiers administratifs régionaux (myosas) de la couronne. Sa mère, Mani Awga, d'ascendance noble shan et birmane, est issue d'une importante famille de courtisans-administrateurs au service de la dynastie Taungû depuis le milieu du XVIe siècle.
Lors de la compilation du Maha Yazawin, U Kala a probablement accès aux documents de la cour de Taungû, y compris la correspondance royale, les parabaik (en), les carnets de calendriers quotidiens de la cour préparés par des astrologues et des scribes, les registres officiels des affaires militaires et les généalogies royales. Il complète ses sources avec des chroniques locales privées, des inscriptions, des biographies et des histoires religieuses conservées dans des collections monastiques ou royales de la capitale royale.